# Oxytropis obnapiformis
Oxytropis obnapiformis är en ärtväxtart som beskrevs av C.L.Porter. Oxytropis obnapiformis ingår i släktet klovedlar, och familjen ärtväxter. Inga underarter finns listade i Catalogue of Life.